# Wallander – Saknaden
Wallander – Saknaden är en svensk thrillerfilm från 2013. Det är den fjärde filmen i den tredje (och sista) omgången med Krister Henriksson i rollen som Kurt Wallander. Filmen släpptes på DVD den 21 augusti 2013.

## Handling
En ung kvinna hittas död i Ystad. När polisen inleder fallet får de veta att kvinnan kommit från Moldavien och att hon i Sverige varit prostituerad. Kurt, som leder fallet, bestämmer sig för att söka upp kvinnans familj i Moldavien. När han sedan återvänder till Sverige får han en hjärnskakning när han tvärnitar med sin bil och sjukskrivs. I samma veva får Kurt ett besked om vad hans glömska beror på. 

## Rollista (urval)[2]
Återkommande:
- Krister Henriksson – Kurt Wallander
- Charlotta Jonsson – Linda Wallander
- Leonard Terfelt – Hans von Enke
- Signe Dahlkvist – Klara Wallander
- Douglas Johansson – Martinsson
- Fredrik Gunnarsson – Svartman
- Mats Bergman – Nyberg
- Malena Engström – Bea
- Stina Ekblad – Karin
- Marianne Mörck – Ebba
- Sven Ahlström – Mattson, polischef

I detta avsnitt:
- Elisabeth Carlsson – Jenny
- Henrik Norlén – Johan Hermansson
- Johan Hedenberg – Bosse Herlitz
- Mitcho Batalov – Tigran Perski
- Alma Efendija - Tolk
- Danica Curcic – Corina
- Bengt Braskered – Kennet
- Luiza Stanescu – Nadia/Tatiana
- Zoltan Schapira – Dorian Lupu
- Ida Wallfelt – Kia
- Johan Hallström – Max
- Åsa Janson – Lillian Svensson
- Sanna Turesson – Ilona Bellgran
- Boel Larsson – Grannkvinna
- Susanne Schelin – SOS-operatör
- Carlos Fernando – Polis
- May Qwinten – Modell/prostituerad
- Dea Baja -  Albansk flicka som blir polisförhörd